# 제시카 바스
제시카 바스(Jessica Barth, 1978년 7월 13일 ~ )는 미국의 배우이다.